# Satgur Air Transport
Satgur Air Transport es una aerolínea con base en Liberia.
Satgur opera Antonov AN-24s a Dakar, Abiyán, y Conakri.

## Códigos
- Código IATA: 2S
- Código ICAO: TGR (no es el actual)
- Callsign: SATGURAIR (no es el actual)

- Datos: Q7426126